# Matthias Brandes
Matthias Brandes (* 1950 in Bochum) ist ein zeitgenössischer deutscher Maler.

## Leben
Brandes ist der Neffe des Hamburger Bildhauers Gerhard Brandes. Seine Familie zog 1956 von seinem Geburtsort Bochum nach Frankfurt/Main und 1961 nach Hamburg. In Hamburg besuchte er die Rudolf-Steiner-Schule. Ab 1969 studierte Brandes an der Hochschule für bildende Künste Hamburg und an der Universität Hamburg Malerei, Kunsterziehung und Kunstgeschichte, unter anderem bei Gotthard Graubner. Ab 1979 und nach dem Zweiten Staatsexamen widmete er sich ausschließlich der Malerei in Hamburg und zeitweise bei Meolo in Venetien. Dort heiratete er 1984. Der Künstler hat zwei Kinder. Er ist seit 2007 verwitwet.
Im Mittelpunkt des Werkes von Brandes steht das Thema „Haus“ als Urbild und Metapher menschlicher Existenz. Seit 2007 konzentriert sich Brandes zunehmend auf eine in der italienischen Malerei des Quattrocento verbreitete Figuration vor allem weiblicher Figuren, die insbesondere von Piero della Francesca (1420–1492) inspiriert wurde. Brandes steht in der Tradition der italienischen klassischen Moderne mit Mario Sironi und Massimo Campigli. Auch unterliegt Brandes dem Einfluss des Magischen Realismus (ital. realismo magico) von Felice Casorati sowie der metaphysischen Malerei (pittura metafisica) von Giorgio de Chirico und von Carlo Carrà. Das antimodernistische Werk von Balthus hatte ebenfalls einen großen Einfluss auf Brandes Malerei, ebenso die teilweise bei René Magritte anzutreffende Dekontextualisierung.
Brandes war an der ersten Realismus-Triennale im Martin-Gropius-Bau in Berlin beteiligt. 1993 siedelte Brandes endgültig nach Meolo in Italien über. 1996 nahm er an der zweiten Realismus-Triennale „Die Kraft der Bilder“ des Künstlersonderbundes in Deutschland in Berlin teil. Viele von Brandes Werken befinden sich in öffentlichen und privaten Sammlungen, darunter bei der Deutschen Telekom, bei der BP Deutschland sowie der UniCredit Banca, Civico Museo Parisi Valle/Maccagno/Varese/, Pinacoteca Provincia di Bari.

## Sonstiges
- Arbeitsstipendium des Künstlerhauses Hooksiel.
- 1989 bis 1992 ging Brandes als Dozent an die Fachhochschule Hamburg.

## Ausstellungen International
- 1985 11. Biennale der Ostseeländer in der Kunsthalle Rostock
- 2012 Anlässlich der Olympischen Spiele in London wurde ein Werk von der OFA (Olympic Fine Arts, Peking) erworben und im Rahmen der Ausstellung Creative Cities Collection Fine Arts Exhibition London 2012 gezeigt.
- 2012 Beteiligung an der internationalen Ecorea Jellobuk Biennale, South Korea
- 2015 Canton Artfair, Volksrepublik China
- 2016 AAF Artfairs Brüssel, London, New York, Singapore, Hongkong, Busan, Seoul, Stockholm
- 2017 Einzelausstellung Kunstforum Wien[1], Canton Artfair, Shanghai Artfair, AAF Artfairs Brüssel, London, New York, Singapore, Hongkong, Busan, Seoul, Stockholm
- 2018 Einzelausstellung Museo Magi'900 Pieve di Cento/Bologna Italien,[2]  Beijing Art Fair, Affordable Art Fair Hongkong